# 梅罗讷 (上普罗旺斯阿尔卑斯省)
梅罗讷（法語：Meyronnes，法語發音：[meʁɔn]）是法国上普罗旺斯阿尔卑斯省的一个旧市镇，属于巴瑟洛内特区。

## 地理
梅罗讷（44°28'35"N, 6°47'57"E）面积40.59 平方千米，位于法国普罗旺斯-阿尔卑斯-蓝色海岸大区上普罗旺斯阿尔卑斯省，该省份为法国东南部内陆省份，北起上阿尔卑斯省，西接沃克吕兹省，西北接德龙省，南至瓦尔省，东临滨海阿尔卑斯省，东北部与意大利接壤。
与梅罗讷接壤的市镇（或旧市镇、城区）包括：拉孔达米讷-沙特拉尔、若西耶、拉尔什、于拜河畔圣保罗、阿切廖、瓦勒多罗奈。

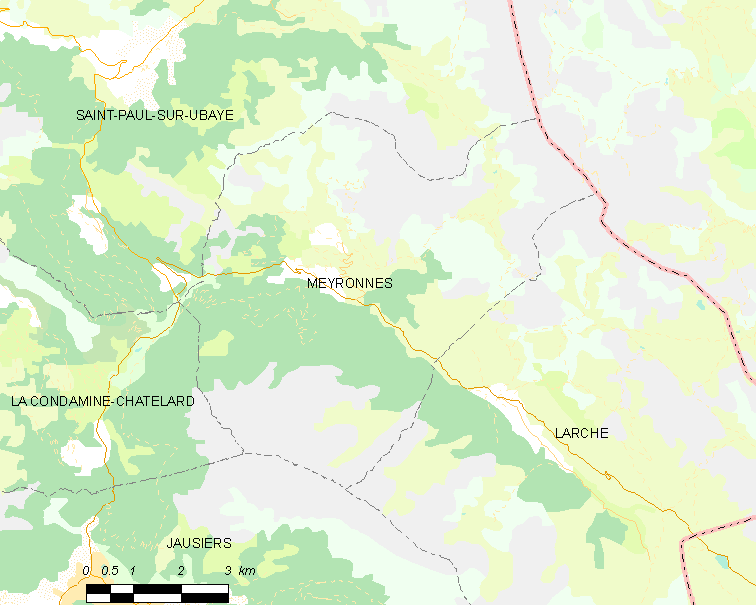
的OSM定位图

梅罗讷的时区为UTC+01:00、UTC+02:00（夏令时）。

## 行政
梅罗讷的邮政编码为04530，INSEE市镇编码为04120。

## 政治
梅罗讷所属的省级选区为巴瑟洛内特县。

## 人口

1962-2008年间人口变化图示

梅罗讷于2018年1月1日时的人口数量为62人。